# Каргыба
Каргыба (каз. Қарғыба, до 1993 г. — Социал) — аул в Аксуатском районе Абайской области Казахстана. Входит в состав Кумгольского сельского округа. Код КАТО — 635853300.

## Население
В 1999 году население аула составляло 988 человек (516 мужчин и 472 женщины). По данным переписи 2009 года, в ауле проживало 796 человек (397 мужчин и 399 женщин).